# Oglasa ochreovenata
Oglasa ochreovenata är en fjärilsart som beskrevs av Bethune-Baker 1906. Oglasa ochreovenata ingår i släktet Oglasa och familjen nattflyn. Inga underarter finns listade i Catalogue of Life.